# Luca Azzolini
Luca Azzolini (Ostiglia, 21 maggio 1983) è uno scrittore e curatore editoriale italiano, autore di romanzi e ghostwriter.

## Biografia
Nato a Ostiglia in provincia di Mantova il 21 maggio 1983, si è laureato in Beni culturali nel 2006 e in Storia dell’arte nel 2009 presso l'Università degli Studi di Verona. Dal 2006 al 2012 è stato redattore per la rivista FantasyMagazine per la quale ha curato la sezione racconti, scritto approfondimenti e interviste. Ha esordito nel 2009 con il romanzo urban fantasy Il fuoco della fenice edito da La Corte Editore e nello stesso anno ha editato, in veste di curatore editoriale, Sanctuary, antologia che racchiude alcune delle più note firme del fantastico italiano. In seguito ha lavorato come editor per Reverdito Editore e come scrittore ombra.
Nell'ottobre 2011 è uscito il primo volume di una saga fantasy scritta a quattro mani con Francesco Falconi e pubblicata da Edizioni Piemme, intitolata Evelyn Starr. Il diario delle due lune, primo titolo della serie, è stato successivamente ristampato nel 2013 nella collana Piemme Junior Best-seller, mentre a maggio 2012 è uscito il secondo capitolo, La regina dei Senzastelle. Ha pubblicato poi per Reverdito Editore La regina delle spade di seta (ottobre 2013), romanzo storico per adulti dedicato alla giovinezza della regina assira Semiramide.
L'8 luglio 2014 ha pubblicato nella storica collana Il battello a vapore di Piemme un romanzo dedicato alla pallavolo,Volley Star, tradotto poi anche in lingua ungherese. Il 2 settembre 2014 sono seguiti i primi due volumi della saga fantasy Nelle terre di Aurion sempre edita da Edizioni Piemme, Il libro del sapere e Il calice della verità. Il 4 novembre 2014 Piemme ha dato alle stampe il terzo e quarto volume della serie, Lo scudo di pietra e Il flauto dei venti. Il 27 gennaio 2015 sono stati infine pubblicati anche il quinto e sesto volume della serie, La spada di cenere e La bussola degli oceani. Il 20 maggio 2015 ha dato alle stampe per Giunti Editore due romanzi appartenenti a un nuovo ciclo di avventure per ragazzi, Mark Mission. I primi due libri si intitolano Mark Mission e la torre di giada e Mark Mission e la città di cenere. Nel 2016 il romanzo Mark Mission e la Torre di Giada è fra libri finalisti della 28ª edizione del Premio Valtenesi (Narrativa per Ragazzi).
Prosegue la saga di Aurion pubblicando i primi due romanzi di una nuova serie fantasy sempre per Edizioni Piemme, intitolata Ai confini di Aurion, il 1º giugno 2015. I primi due volumi sono I cancelli del buio e La città sepolta. Il 6 ottobre 2015 dal romanzo Volley Star viene tratta una serie di romanzi spin-off, scritta dalla giornalista e autrice televisiva Lia Celi. Il 13 ottobre 2015 conclude la serie Ai confini di Aurion dando alle stampe gli ultimi due volumi della saga, Il giardino delle illusioni e Le isole senza tempo. Il 25 maggio 2016 escono in libreria il terzo e quarto volume della serie dedicata al giovane esploratore Mark Mission. I libri sono pubblicati da Giunti Editore e sono intitolati Mark Mission e il labirinto d'acqua e Mark Mission e il sentiero di stelle. L'8 giugno 2016 pubblica con lo pseudonimo di Jonathan Merlin un giallo per ragazzi, dato alle stampe sempre da Giunti Editore, intitolato I piccoli detective di Borgombroso (il romanzo è stato tradotto anche in lingua greca e in lingua turca).
Il 23 gennaio 2018 pubblica per Einaudi Ragazzi il romanzo per ragazzi La strada più pericolosa del mondo, tratto da una storia vera. Il 26 febbraio 2019 pubblica il volume biografico per ragazzi, Adriano Olivetti: L'industriale del popolo per le Edizioni EL. Il 21 maggio 2019 pubblica per Einaudi Ragazzi il romanzo per ragazzi Bambini per gioco, presentato in anteprima durante la trasmissione radiofonica Fahrenheit di Radio Rai 3 e semifinalista alla 63ª edizione del Premio Bancarellino. L'11 giugno pubblica sempre per l'editore Einaudi Ragazzi il romanzo Don Ciotti, un'anima Libera che racconta la storia e la vita di don Luigi Ciotti e la fondazione dell'associazione Libera. Associazioni, nomi e numeri contro le mafie. L'8 ottobre pubblica nella collana Storie & Rime di Einaudi Ragazzi il romanzo illustrato La Grande Corsa, che cita la prima edizione della Mille Miglia del 1927. Il 1º giugno 2020 pubblica per le Edizioni Gribaudo una raccolta di fiabe per bambini intitolata Le più belle storie di animali giganteschi. Il 28 luglio 2020 pubblica per Einaudi Ragazzi il romanzo fantastico Dragon Game.
Ha fatto in seguito il suo esordio nel romanzo storico per adulti dando alle stampe, il 29 ottobre 2020, per HarperCollins Italia, il primo volume di una trilogia storica liberamente ispirata dalla serie TV Romulus prodotta da Matteo Rovere (showrunner, produttore e regista della serie originale in onda su Sky Italia), realizzata da Groenlandia con Cattleya e ITV. La trilogia segue la mitica fondazione della città di Roma e riscrive il mito antico. Il primo romanzo della trilogia intitolato Romulus: Vol I - Il Sangue della Lupa è entrato nella terna finale del Premio Letterario Amalago 2022, premio dedicato alla narrativa storica.
L'11 maggio 2021 esce in libreria per DeA Planeta il romanzo young adult Ragazzi selvaggi, tratto da una storia vera, che affronta il tema del bullismo negli anni '90. Il romanzo ha vinto il Premio Scaramuzza 2022 per la narrativa, è entrato nella terna finale del 72º Premio Castello di Sanguinetto, ed è stato candidato al Premio Fiesole Under 40 e al 65° Premio Bancarellino. Nel 2024 il romanzo ha vinto il Premio Letterario ScegliLibro Plus 2024. Nell'ottobre 2023, sempre per De Agostini, è stato pubblicato un romanzo spin-off intitolato Rubare sogni al cielo.
Ha pubblicato il 19 maggio 2022 il romanzo storico La Nobilissima per l'editore HarperCollins Italia, basato sulla storia dell'imperatrice Galla Placidia, ultima grande donna dell'Impero romano d'Occidente.
Con il romanzo fantasy L'Inventamondi, pubblicato da Gribaudo Editore il 4 ottobre 2022, pubblica il primo titolo in una nuova collana di narrativa fantastica dedicata a ragazzi e adolescenti. Il romanzo ha vinto il Premio Selezione Bancarellino, 66º edizione, concorrendo per il Premio Bancarellino 2023. Nel 2024, sempre per Gribaudo, è stato stato dato alle stampe il romanzo La Catturastorie, prequel e sequel del primo volume. 
Il rifugio segreto: memorie dal nascondiglio di Anna Frank è un romanzo storico, pubblicato il 10 gennaio 2023 per De Agostini, che racconta la vita di Anna Frank da un punto di vista inedito, quello dell'alloggio segreto che la vide nascondersi per oltre due anni durante il periodo della Seconda Guerra Mondiale.
Laggiù: Dietro a mille porte chiuse viene pubblicato da Einaudi Ragazzi il 10 settembre 2024, un'avventura che mescola fantasy, horror e realismo magico. 
L'8 aprile 2025 pubblica per la prima volta con Editrice Il Castoro raccontando l'epica e avventurosa storia vera del condottiero Annibale e dei suoi 37 elefanti, dal titolo: La battaglia degli elefanti. Un romanzo che parla di pace in tempi di guerra. Lo stesso anno, il 3 giugno, pubblica il primo volume della serie Investigator Sisters, Prigionieri della pensione in giallo per De Agostini. Seguono il 17 giugno il secondo volume Un'indagine mostruosa e il terzo volume Detective in trappola.

## Opere

### Narrativa per adulti

#### Trilogia Romulus
1. Il sangue della lupa (2020, HarperCollins)
2. La regina delle battaglie (2020, HarperCollins)
3. La città dei lupi (2021, HarperCollins)

#### Serie Galla Placidia
- La Nobilissima - La storia di Galla Placidia (2022, HarperCollins)

### Narrativa per ragazzi

#### Ciclo Evelyn Starr
- Il diario delle due lune (2011, Piemme)
- La regina dei Senzastelle (2012, Piemme)

#### Ciclo Nelle terre di Aurion
- Il libro del sapere (2014, Piemme)
- Il calice della verità (2014, Piemme)
- Lo scudo di pietra (2014, Piemme)
- Il flauto dei venti (2014, Piemme)
- La spada di cenere (2015, Piemme)
- La bussola degli oceani (2015, Piemme)

#### Ciclo Ai confini di Aurion
- I cancelli del buio (2015, Piemme)
- La città sepolta (2015, Piemme)
- Il giardino delle illusioni (2015, Piemme)
- Le isole senza tempo (2015, Piemme)

#### Ciclo Mark Mission
- Mark Mission e la torre di giada (2015, Giunti Editore)
- Mark Mission e la città di cenere (2015, Giunti Editore)
- Mark Mission e il labirinto d'acqua (2016, Giunti Editore)
- Mark Mission e il sentiero di stelle (2016, Giunti Editore)

#### Ciclo Anni '90
- Ragazzi selvaggi (2021, De Agostini)
- Rubare sogni al cielo (2023, De Agostini)

#### Ciclo InventaMondi
- L'Inventamondi (2022, Gribaudo)
- La Catturastorie (2024, Gribaudo)

#### Ciclo Investigator Sisters
- Prigionieri della pensione in giallo (2025, DeAgostini)
- Un'indagine mostruosa (2025, DeAgostini)
- Detective in trappola (2025, DeAgostini)

#### Altre opere
- Il fuoco della fenice (2009, La Corte Editore)
- Sanctuary (2009) (antologia, Asengard)
- La regina delle spade di seta (2013, Reverdito Editore)
- Volley Star (2014, Piemme)
- I piccoli detective di Borgombroso (come Jonathan Merlin) (2016, Giunti Editore)
- La strada più pericolosa del mondo (2018, Einaudi Ragazzi)
- Adriano Olivetti: L'industriale del popolo (2019, Edizioni EL)
- Bambini per gioco (2019, Einaudi Ragazzi)
- Don Ciotti, un'anima Libera (2019, Einaudi Ragazzi)
- La Grande Corsa (2019, Einaudi Ragazzi)
- Le più belle storie di animali giganteschi (2020, Gribaudo)
- Dragon Game (2020, Einaudi Ragazzi)
- Le sei storie di Babbo Natale (come Jonathan Merlin) (2021, Gribaudo)
- Il rifugio segreto: memorie dal nascondiglio di Anna Frank (2023, DeAgostini)
- Le mie prime storie di animali (come Jonathan Merlin) (2023, Gribaudo)
- Le più belle storie di dinosauri. Edizione ad alta leggibilità (2023, Gribaudo)
- Le più belle storie del mare. Edizione ad alta leggibilità (2023, Gribaudo)
- Laggiù: Dietro a mille porte chiuse (2024, Einaudi Ragazzi)
- La battaglia degli elefanti (2025, Editrice Il Castoro)